# کروگر

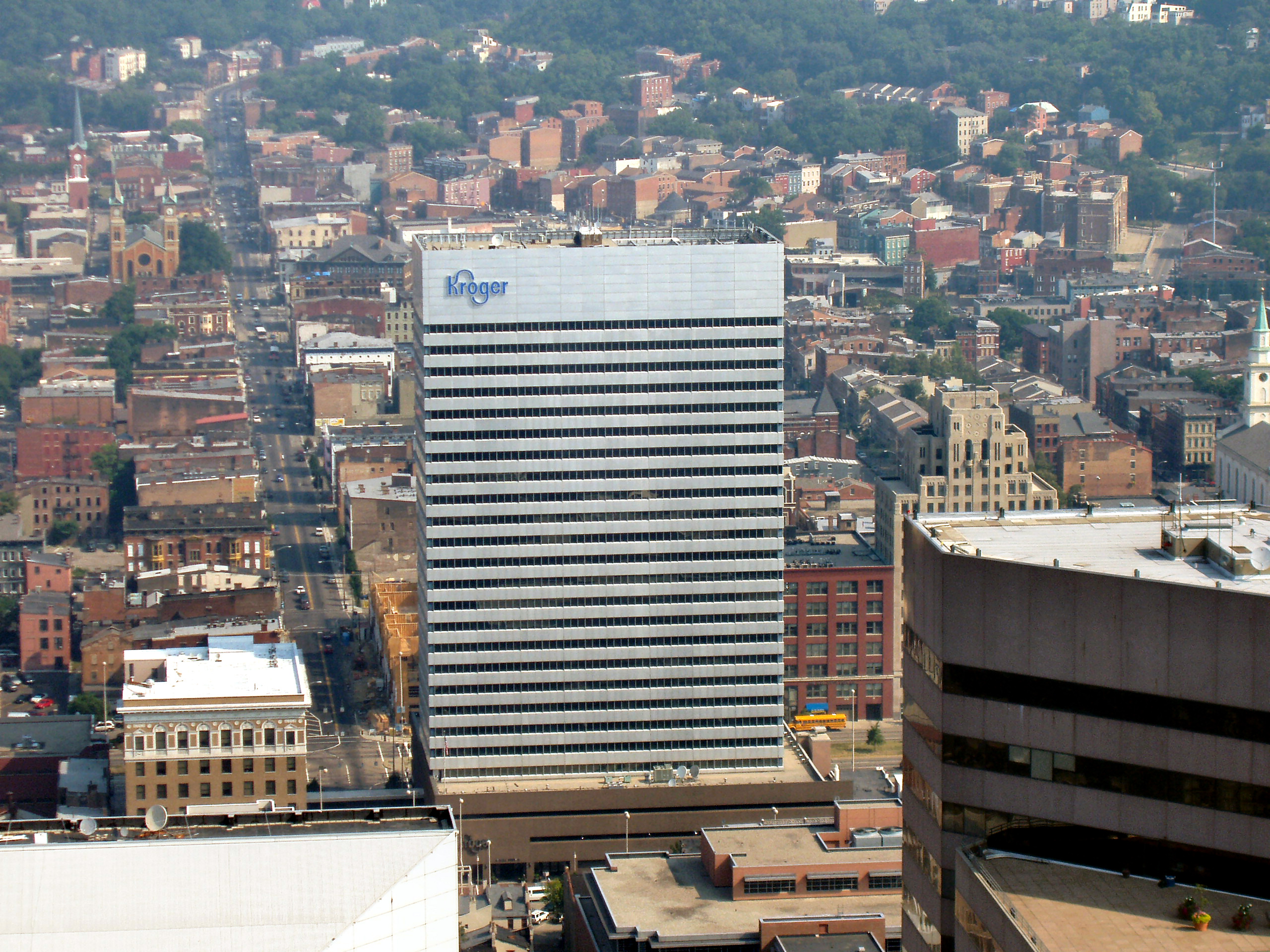
ساختمان مرکزی کروگر، در سینسینتی، اوهایو

کروگر (به انگلیسی: Kroger) شرکت خرده‌فروشی آمریکایی است، که در سال ۱۸۸۳ توسط برنارد کروگر در سینسینتی، اوهایو تأسیس شد.
این شرکت در سال مالی ۲۰۱۲ فروشی معادل ۹۰٫۴ میلیارد دلار را کسب کرده‌است. شرکت کروگر دارای بزرگترین شبکه فروشگاه‌های زنجیره‌ای مواد غذایی در ایالات متحده است. در حال حاضر این شرکت، از لحاظ میزان درآمد، پس از شرکت دیلویت، به عنوان دومین شرکت عمومی خرده‌فروشی در جهان، شناخته می‌شود. شرکت آلمانی؛ مترو آگ، در مکان سوم این فهرست قرار گرفته‌است. در سال ۲۰۱۰ تعداد شعبه‌های کروگر، ۳۵۷۴ فروشگاه، اعلام شد.
دفتر مرکزی شرکت کروگر در مرکز شهر سینسینتی قرار گرفته‌است. این شرکت در ۳۱ ایالت فعالیت می‌نماید، که شامل سوپرمارکتها، هایپرمارکت‌ها، فروشگاه‌های بزرگ، مراکز خرید و بازارهای طلا و جواهر می‌باشد.

## تاریخچه
شرکت کروگر در سال ۱۸۸۳ توسط برنارد کروگر در سینسینتی، اوهایو، تأسیس شد. کروگر در واقع در ابتدا «فروشگاه بزرگ چای غرب» که یکی از نخستین فروشگاه‌های زنجیره‌ای در ایالات متحده بود را تأسیس کرد. برنارد کروگر در سن ۱۳ سالگی، زمانی که پدرش کسب و کار خشکبار خود را از دست داد، مجبور شد تحصیل در مدرسه را رها کرده و کمک خرجی برای خانواده باشد. او در سن ۱۶ سالگی به شکل خانه به خانه به فروش چای و قهوه می‌پرداخت و تا سن ۲۰ سالگی توانست یک خواربار فروشی در سینسیناتی باز کند. وی سپس به عنوان مدیر شرکت چای امپریال استخدام شد.
کروگر در سن ۲۴ سالگی «فروشگاه بزرگ چای غرب» را تأسیس کرد. شعار کروگر همواره این بود: «خاص باشید. هیچ‌وقت چیزی را که خودتان نخواهید خواست نفروشید».
کروگر توانست تا سال ۱۸۸۵ تعداد شعبه‌های آن را به چهار فروشگاه برساند و نام آن را به «شرکت نانوایی و خواربار فروشی کروگر» تغییر داد. کروگر که تا سال ۱۹۰۲ توانسته بود در حدود ۴۰ فروشگاه و کارگاه تأسیس کند، شرکت خود را به ثبت رسمی‌رساند و نام «شرکت نانوایی و خواربار فروشی کروگر» را برای آن انتخاب کرد. کروگر بر کیفیت و خدمات تأکید زیادی می‌کرد. همچنین بخشی از موفقیت کروگر از حذف واسطه‌ها بین فروشگاه و مشتری ناشی می‌شد. برای مثال در سال ۱۹۰۱، کروگر اولین شرکتی بود که نانی را که می‌فروخت در خود شرکت تولید می‌کرد و همچنین در سال ۱۹۰۴ شرکت بازار گوشت ناگل و شرکت بسته‌بندی هاوس را خرید و به‌این شکل اولین فروشگاه خوارباری بود که در آن دپارتمان گوشت وجود داشت. البته انجام این نوآوری‌های مهم آسان هم نبود و اداره افراد مختلفی که در دپارتمان‌های مختلف فروشگاه کار می‌کردند، به خصوص با ورود کسانی که شغلشان قصابی بود، کاری بسیار دشوار بود. به هر حال برنارد کروگر از همان آغاز هم به تولید و هم به خرده فروشی علاقه داشت.
«شرکت نانوایی و خواربار فروشی کروگر» به زودی شروع به گسترش در خارج از ایالت سینسیناتی کرد و تا سال ۱۹۲۰ این زنجیره در همیلتون، دایتون و کلمبوس در اوهایو فروشگاه‌هایی بازگشایی کرده بود و تعداد فروشگاه‌هایش به ۵۵۰۰ عدد می‌رسید. کروگر زمانی که اغلب زنجیره‌ها کامیون‌های حمل را تنها در صورت نیاز می‌خریدند، یک ناوگان از آن‌ها را خرید تا بتواند شرکت خود را به ایالات دیگر نیز گسترش دهد.
«شرکت نانوایی و خواربار فروشی کروگر» بعد از جنگ جهانی دوم نیز به گسترش خود ادامه داد. در اواخر دهه ۱۹۳۰ برنارد کروگر سهام خود را به قیمت بیش از ۲۸ میلیون دلار فروخت و یکی از مدیران اجرایی شرکت به نام ویلیام آلبرز رئیس شرکت شد.
از اوایل دهه ۱۹۲۰ جنبشی علیه فروشگاه‌های زنجیره‌ای با این دغدغه که آن‌ها مانع رشد فروشگاه‌های کوچک می‌شوند و افزایش قدرت آن‌ها به ضرر صنایع خواهد بود، شکل گرفت. به همین دلیل مدیران اجرایی شرکت به زودی متوجه شدند که باید سازماندهی یابند تا جلوی قوانین ضد فروشگاه‌های زنجیره‌ای را بگیرند.
در سال ۱۹۲۷ انجمن ملی فروشگاه‌های زنجیره‌ای تأسیس شد و ویلیام آلبرز هم به عنوان رئیس آن انتخاب شد. او در سال ۱۹۳۰ از ریاست کروگر استعفا داد و آلبرت موریل جانشین او شد. موریل شعبه‌های زیادی را برای شرکت تأسیس کرد و فروشگاه‌هایی که سودآور نبودند، را تعطیل نمود. او همچنین سیاست‌هایی علیه جنبش ضد فروشگاه‌های زنجیره‌ای و در عین حال سیاست‌هایی برای تشویق مشتریان به خرید اتخاذ کرد.
در دهه ۱۹۳۰ کروگر پیشتاز سوپرمارکت‌هایی بود که از چهار طرف دارای پارکینگ اتومبیل بودند. بخش خواربار و نانوایی این شرکت به جای پیدا کردن کانال‌های توزیع و فروش محصولات، شروع به فرستادن مسوولان خرید خود به مزارع کشاورزی کرد تا بتواند به کیفیت مواد اولیه نظارت داشته باشد. کیفیت بهتر محصولات کروگر باعث ایجاد سازمان تهیه کالای کروگر با نام «شرکت غذایی وسکو» شد.
موریل همچنین در دهه ۱۹۳۰ بنیاد غذایی کروگر را تأسیس کرد که اولین شرکتی بود که برای نظارت بر کیفیت مواد غذایی به‌طور علمی آزمایش‌هایی انجام می‌داد. این شرکت همچنین به ۷۵۰ فرد خانه‌دار مسوولیت آزمون نمونه‌های غذایی در خانه‌هایشان را داده بود.
پس از جنگ جهانی دوم و در اواخر دهه ۱۹۴۰ نام شرکت به‌طور خلاصه تنها به «کروگر» تغییر پیدا کرد. در همین دوران اولین کارخانه فرآوری تخم مرغ شرکت نیز راه‌اندازی شد و همچنین تمام محصولات بدون برندی که در این فروشگاه به فروش می‌رفتند تحت نام برند کروگر درآمدند و لگوی جدید آبی و سفید رنگ با نام جدید شرکت به بازار معرفی شد.
زنجیره کروگر همچنان به رشد خود ادامه داد و تا سال ۱۹۵۲ فروش آن به یک میلیارد دلار رسید. شرکت در این دوره رشد زیادی در زمینه سوپرمارکت‌ها داشت. بین سال‌های ۱۹۴۸ تا ۱۹۶۳ تعداد سوپرمارکت‌های شرکت تقریباً سه برابر شد. در سال ۱۹۶۰ کسب‌وکار داروخانهها هم به کسب و کار شرکت اضافه شد و به‌این شکل اولین سوپرایکس در سال ۱۹۶۱ در نزدیکی یکی از فروشگاه‌های کروگر در اوهایو بازگشایی گردید. کروگر همچنین تا سال ۱۹۶۲ وارد بخش فروشگاه‌های کالاهای تخفیف دار شد.
در سال ۱۹۶۳ فروش شرکت به حدود ۲ میلیارد دلار رسیده بود. رئیس جدید کروگر در سال ۱۹۷۰ صدها سوپرمارکت کوچک شرکت را تعطیل کرد و آن‌ها را تبدیل به مراکز خرید بزرگ کرد. همچنین در سال ۱۹۷۲ کروگر با همکاری با آرسی‌ای اولین فروشگاهی بود که از اسکنرهای الکترونیک برای محاسبه قیمت محصولات استفاده کرد.
دهه ۱۹۸۰ دوره‌ای طلایی برای گسترش کروگر بود. این شرکت در سال ۱۹۸۳ با شرکت فروشگاه‌های زنجیره‌ای دیلون ادغام شد و پس از آن فروشگاه‌های دیگری چون کویک و سوپرمارکت ام‌اندام را خرید. این اشتهای سیری ناپذیر کروگر همچنان در دهه ۱۹۹۰ ادامه یافت به طوری که از سال ۱۹۹۵ تا ۱۹۹۷ سالانه ۶۰۰ میلیون دلار برای پروژه‌های توسعه و گسترش صرف می‌کرد. در واقع خرید شرکت‌های دیگر نقش مهمی را در رشد کروگر بازی کرده‌است. کروگر همچنین از سال ۱۹۹۸ ساخت جایگاه‌های سوخت در پارکینگ فروشگاه‌های خود را آغاز کرد و تا پایان سال ۲۰۰۸ میلادی، ۹۰۹ جایگاه پمپ بنزین خود را راه‌اندازی نمود. به علاوه بزرگ‌ترین خرید در تاریخ کروگر با خرید شرکت فرد میر به قیمت ۱۳ میلیارد دلار در سال ۱۹۹۹ اتفاق افتاد. این ادغام موجب صرفه به مقیاس عظیمی در خرید، تولید، سیستم‌های اطلاعاتی و لجستیک این شرکت شد.

## عملیات
شرکت کروگر، بزرگ‌ترین فروشگاه زنجیره‌ای در زمینه خواربار و دومین فروشگاه زنجیره‌ای بزرگ برحسب حجم فروش در ایالات متحده بوده و پس از والمارت دومین فروشگاه زنجیره‌ای عمده دراین کشور می‌باشد.
این شرکت همچنین با فروش ۳۵۲٫۴۵ میلیارد دلار در آمریکا پس از وال‌مارت و کارفور در جایگاه سوم در فهرست بهترین فروشگاه‌ها و خرده‌فروشان زنجیره‌ای دنیا در سال ۲۰۱۰ قرار دارد. البته این شرکت تنها در آمریکای شمالی فعالیت دارد، در حالی که حوزه فعالیت والمارت و کارفور جهانی است.
کروگر شامل انواع مختلفی از فروشگاه‌ها چون سوپرمارکت، هایپرمارکت، مراکز خرید، خواربار فروشی و جواهرفروشی می‌شود.

## آمار و ارقام
درآمد شرکت کروگر در سال ۲۰۰۹ در حدود ۷۶٫۷ میلیارد دلار، سود خالص آن در حدود ۱٫۲۵ میلیارد دلار و مجموع سرمایه‌های آن در حدود ۲۳٫۲ میلیارد دلار برآورد شده بود. به علاوه بیش از ۳۳۴ هزار نفر برای این شرکت مشغول به کار بودند. در سال ۲۰۰۹ میلادی شمار ۳٫۶۱۹ فروشگاه به‌طور مستقیم یا از طریق زیرمجموعه‌های شرکت تحت کنترل شرکت کروگر قرار داشتند.
در سال ۲۰۱۲ درآمد شرکت کروگر به ۹۰٫۳۷۴ میلیارد دلار، افزایش پیدا کرد. در حالی‌که سود خالص آن ۶۰۲ میلیون دلار، اعلام شد که نسبت به سال ۲۰۰۹ در حدود ۵۰٪ درصد کاهش پیدا کرده‌است. این شرکت در سال ۲۰۱۳ درآمدی معادل ۹۶٫۷۵ میلیارد دلار داشته و سود خالصی برابر ۱٫۴۹ میلیارد دلار را کسب نموده است. مجموع دارایی‌های کروگر در این سال ۲۴٫۶۵ میلیارد دلار اعلام گردید. شمار شعبه‌های کروگر در سال ۲۰۱۴ ۲٫۶۴۰ شعبه می‌باشد.

## تحلیل استراتژیک

### نقاط قوت

#### جایگاه مستحکم در بازار
کروگر به واسطه جایگاه مستحکم در بازار توانسته رکود اقتصادی بازار را با موفقیتی نسبی تحمل کند. کروگر در سال ۲۰۰۹ در ۳۹ بازار از ۴۲ بازار عمده جایگاه‌های اول و دوم را در اختیار داشت. همچنین دارایی برنداین شرکت مزیت رقابتی قدرتمندی را نسبت به بنگاه‌های دیگر برای کروگر ایجاد کرده‌است. کروگر در سال ۲۰۰۹ در جایگاه هشتاد و دوم رتبه‌بندی ۵۰۰ برند برتر جهان (Brands.com) قرار گرفت؛ بنابراین می‌توان گفت همین جایگاه قدرتمند شرکت آن را در مقابل مشکلات اقتصادی اخیر محافظت و مستحکم کرده‌است. همچنین تنوع جغرافیایی فروشگاه‌های کروگر باعث افزایش قدرت رقابتی شرکت می‌شود.

#### توانمندی‌های تولید
کروگر در حال حاضر بیش از ۴۰ کارخانه تولیدی دارد که کار فرآوری، بسته‌بندی و تولید محصولات با برند شخصی را انجام می‌دهند. این شرکت در حدود ۴۳٪ درصد از ۱۴٫۴۰۰ برند شخصی که در فروشگاه‌هایش به فروش می‌رساند را در کارخانه‌های شرکت تولید می‌کند. این کارخانه‌ها و کارگاه‌های تولیدی شامل ۱۸ کارخانه لبنیات، ۱۰ کارگاه پخت نان و کیک، ۵ کارخانه محصولات خواربار، سه کارخانه نوشیدنی‌ها، دو کارخانه تولید گوشت و دو کارخانه تولید پنیر می‌شود. این توانمندی‌های تولیدی شرکت را قادر می‌سازد کنترل کارآتری روی کیفیت داشته باشد و بتواند به طوری اثربخش‌تر محصولاتش را به فروشگاه‌ها برساند.

#### انبار محصولات متنوع
انبار محصول کروگر شامل دامنه گسترده‌ای از محصولات با برند شخصی یا ملی در رده‌های مختلف محصول شامل مواد غذایی، خواربار، نوشیدنی، پوشاک، گوشت، جواهرات و خریدهای معمول خانوار می‌شود. این استراتژی متنوع همچنین در پمپ بنزین‌ها و خدمات مالی شرکت نیز مشاهده می‌شود. این دامنه گسترده از محصولات و خدمات بنگاه را قادر می‌سازد این امکان را برای خریداران فراهم کند که بتوانند در یک مکان به تعداد زیادی از محصولات و خدمات دسترسی داشته باشند.

### نقاط ضعف

#### کوتاهی در کنترل کیفیت
سهم بزرگی از کسب و کار کروگر توسط تأمین‌کنندگانی صورت می‌گیرد که کروگر کنترل محدودی روی آن‌ها دارد. در نتیجه تعدادی اعلام زنگ خطرهایی از سوی مصرف‌کننده یا برگشت محصولات گریزناپذیر بوده‌است. به وضوح این محصولات بازگشتی، به ویژه محصولاتی که برای سلامتی مضر هستند، باعث تخریب تصویر برند شرکت به واسطه کاهش وفاداری و اعتماد مشتری می‌شود.

#### خطر فاسد شدن محصولات
کروگر بیش از ۴۰ کارخانه را اداره می‌کند که کار تولید مواد غذایی را انجام می‌دهند. همین امر باعث افزایش ریسک فاسد شدن مواد غذایی و در نتیجه تضعیف و تخریب برند شرکت و کاهش سود شرکت می‌شود.

#### نیروی کار متحد
نیروی کار متحد کروگر در مقایسه با رقبایش، وال ارت، سیرز یا تارگت، تبدیل به یک عدم مزیت رقابتی شده‌است. رقبای کروگر متقبل هزینه‌های نیروی کار و هزینه‌های عملیاتی پایین‌تری می‌شوند. در محیط کار این شرکت اغلب مذاکرات نیروی کار و فرموله کردن توافقات به منظور اجتناب از توقف کار وقت‌گیر است.

### فرصت‌ها

#### تاکید بر برندهای شخصی
کروگر همچنان به توسعه برندهای شخصی خود به عنوان یک سرمایه استراتژیک ادامه می‌دهد. کروگر با هدف کاهش وابستگی به برندهای ملی محرک‌های فروش برندهای خود فروشگاه که شامل بیش از ۱۴٫۰۰۰ برند می‌شود را افزایش داده است. در فصل آخر سال مالی سال ۲۰۰۹ در حدود ۲۷٪ درصد فروش خواربار شرکت نیز از فروش این محصولات حاصل شده بود. این برندها همچنین در زمان رکود اقتصادی بسیار به نفع وضعیت اقتصادی مصرف‌کنندگان هستند.

#### برنامه‌های گسترش استراتژیک
کروگر قصد دارد یک برنامه گسترش را پیاده کند که شامل تغییر مکان و تغییر مدل و وضعیت فروشگاه‌ها و بازگشایی فروشگاه‌های جدید می‌شود. این برنامه به شرکت کمک می‌کند که بهره‌وری فروشگاه‌هایش را افزایش داده و به بازارهایی جدید نفوذ پیدا کند. این کار همچنین باعث می‌شود کروگر بتواند به پایه مشتری بزرگ‌تری دسترسی پیدا کند. کروگر قصد دارد تا پایان سال ۲۰۱۰ مبلغی بین ۹/۱ تا ۱/۲ میلیارد دلار را صرف این برنامه گسترش کند. از اهداف دیگر کروگر افزایش بهره‌وری عملیاتی و کاهش هزینه‌های شرکت است.

### تهدیدها

#### هزینه‌های رو به افزایش نیروی کار
اکثریت ۳۳۴ هزار نفر کارمند این شرکت تحت پوشش اتحادیه‌های محلی‌ای هستند که خود این اتحادیه‌ها خود با اتحادیه‌های مختلف بین‌المللی در ارتباطند. به همین دلیل کارکنان شرکت از حداقل حقوق وضع شده فدرالی که اخیراً افزایش یافته بهره‌مند شده‌اند و پیش‌بینی می‌شود آن‌ها از اصلاحات در زمینه بیمه خدمات درمانی نیز منفعت ببرند. این تغییرات معرف چالش‌هایی مالی برای کروگر هستند و به‌طور بالقوه اثری منفی بر هزینه‌های عملیاتی و همچنین کاهش سودآوری شرکت خواهند داشت.

#### فشار زیاد بدهی‌ها
کروگر ممکن است به زودی مجبور شود سهم عمده‌ای از جریان وجوه نقد خود را به پرداخت بدهی‌ها تخصیص دهد. سهم بزرگی از بدهی شرکت از پیاده‌سازی پروژه‌های ساختاردهی مجدد و بازگشایی فروشگاه‌های جدید ناشی شده‌است. فضای اقتصادی کنونی تمایل به سرمایه‌گذاری و تأمین مالی بدهی‌ها را کاهش داده است. این بی‌میلی با ۸ میلیارد وام کروگر ممکن است مانع فرصت‌های رشد آینده شرکت شود.

#### دورنمای اقتصادی آشفته
رکود اقتصادی همچنان بر مخارج و قدرت خرید مصرف‌کنندگان اثر منفی خواهد گذاشت که به ضرر کروگر خواهد بود. به علاوه افزایش سطح تورم نیز برای کروگر مشکل‌ساز خواهد بود. همچنین با افزایش قیمت سوخت، افزایش هزینه‌های حمل و نقل باعث کاهش حاشیه سود شرکت کروگر خواهد شد.